# دوري جنوب إفريقيا الممتاز لكرة القدم 2001-02
دوري جنوب أفريقيا الممتاز لكرة القدم 2001-02 (بالإنجليزية: 2001–02 Premier Soccer League)‏ هو الموسم 6 من دوري جنوب أفريقيا الممتاز لكرة القدم. كان عدد الأندية المشاركة فيه 18، وفاز فيه نادي سانتوس.